# Comté de Horry
Le comté de Horry est l’un des 46 comtés de l’État de Caroline du Sud, aux États-Unis. Il a été fondé en 1801. Son siège est la ville de Conway. Selon le recensement de 2010, la population du comté est de 289 650 habitants.

## Géographie
Le comté a une superficie de 3 250 km², dont 2 936 km² de terre ferme. 

## Démographie
| 1810  | 1820  | 1830  | 1840  | 1850  | 1860  |
| ----- | ----- | ----- | ----- | ----- | ----- |
| 4 349 | 5 025 | 5 245 | 5 755 | 7 646 | 7 962 |

| 1870   | 1880   | 1890   | 1900   | 1910   | 1920   |
| ------ | ------ | ------ | ------ | ------ | ------ |
| 10 721 | 15 574 | 19 256 | 23 364 | 26 995 | 32 077 |

| 1930   | 1940   | 1950   | 1960   | 1970   | 1980    |
| ------ | ------ | ------ | ------ | ------ | ------- |
| 39 376 | 51 951 | 59 820 | 68 247 | 69 992 | 101 419 |

| 1990    | 2000    | 2010    | - | - | - |
| ------- | ------- | ------- | - | - | - |
| 144 053 | 196 629 | 269 291 | - | - | - |